# Dirk Siepmann
Dirk Siepmann (* 5. Juli 1966 in Mülheim an der Ruhr) ist ein deutscher Sprachwissenschaftler und Sprachdidaktiker. Er ist Professor für Fachdidaktik des Englischen an der Universität Osnabrück.

## Leben
Siepmann studierte von 1988 bis 1994 an der Ruhr-Universität Bochum und der University of Durham Romanistik (Französisch und Italienisch) und Anglistik. Von 1994 bis 1996 absolvierte er den Vorbereitungsdienst für die Lehrämter für die Sekundarstufen I und II am Studienseminar Essen, abgeschlossen mit dem Zweiten Staatsexamen für die Sekundarstufen I und II für die Fächer Englisch und Französisch. Es folgten einige Jahre praktischen Schuldienstes am Berufskolleg Borken. 2003 promovierte er bei Dieter Wolff mit einer englischsprachigen Arbeit zum Thema  „Discourse Markers across Languages“. Im gleichen Jahr wurde er als Studienrat im Hochschuldienst an die Universität Siegen vollzeitabgeordnet. 2006 berief ihn die Universität Osnabrück als W2-Professor, 2007 als W3-Professor für Fachdidaktik des Englischen. Weitere Rufe auf Professuren für Französisch und seine Didaktik (2007) (Universität Wuppertal), für Fremdsprachendidaktik (2007) (Friedrich-Alexander-Universität Erlangen-Nürnberg) und für Übersetzungswissenschaft Englisch (2014) (Ruprecht-Karls-Universität Heidelberg) lehnte er ab. 2009 nahm er eine Gastprofessur an der Universität Paris VII (Université Paris Diderot) wahr.
Siepmann war bisher in leitender Funktion an zwei großen DFG-ANR-Forschungsprojekten beteiligt (EMOLEX zum Gefühlswortschatz in fünf europäischen Sprachen und PHRASEOROM zur Sprache des Romans) und hat 12 Bücher sowie ca. 100 Aufsätze und Rezensionen verfasst. Zu seinen bekanntesten Schriften zählen das Wörterbuch Hochschule und das mit Mike Hannay, Lachlan Mackenzie und John D. Gallagher verfasste Lehrbuch Writing in English, das Erkenntnisse der Sprachwissenschaft für die Lehre des wissenschaftlichen Schreibens nutzbar macht.
Siepmann ist seit 2008 Mitglied der Klett-Akademie für Fremdsprachendidaktik. Darüber hinaus ist er als Dozent für Wissenschaftsenglisch sowie als Übersetzer und übersetzungswissenschaftlicher Gutachter tätig.
2023 wurde er für das mit Thomas Kullmann verfasste Werk „Tolkien as a Literary Artist“ für den Wissenschaftspreis der Mythopoeic Society (Mythopoeic Award) vorgeschlagen.

## Arbeitsschwerpunkte
Siepmann, der in etwa gleichem Umfang in deutscher, englischer und französischer Sprache publiziert, befasste sich zunächst mit translationswissenschaftlichen und kontrastivlinguistischen Fragen, insbesondere im Bereich der Übersetzungsdidaktik. Sein langjähriges Interesse galt danach der Natur und textuellen Funktion von mehr oder weniger festen Wortverbindungen (Mehrwortgliederungssignalen, Kollokationen, Phraseologismen) und anderen sprachlichen Konstruktionen, wobei er stets den Anwendungsbezug seiner Forschung in (Lerner-)Lexikographie, Grammatikographie und Fremdsprachendidaktik im Blick behielt und seine Erkenntnisse in verschiedene Lehr- und Übungsbücher einbrachte. In den letzten Jahren hat er sich neue Forschungsgebiete in der Entwicklung von sprachlichen Kompetenztests und der Nutzbarmachung der Konstruktionsgrammatik für den Fremdsprachenunterricht sowie in der Literatursprache (Englisch, Französisch, Deutsch), der Übersetzung von Wissenschaftstexten und der Diachronie des Französischen erschlossen. Mit Christoph Bürgel (Universität Paderborn) und Sascha Diwersy (Universität Montpellier) hat er ein ca. 300 Millionen Wörter umfassendes Textkorpus der französischen Gegenwartssprache (ähnlich dem British National Corpus) entwickelt, das Corpus de référence du français contemporain. Zurzeit erarbeitet er mit Christoph Bürgel (Universität Paderborn) eine neue korpusbasierte Grammatik des gesprochenen und geschriebenen Französisch. Zusammen mit dem Tischtennis-Seniorenweltmeister Dieter Lippelt brachte er 2023 ein dreisprachiges Wörterbuch (dt.-engl.-frz.) heraus, das der Sprache des Tischtennissports und der allgemeinen Sportsprache gewidmet ist.

## Schriften (Auswahl)
- Übersetzungslehrbücher: Perspektiven für ihre Entwicklung. Bochum: Brockmeyer 1996, ISBN 978-3-8196-0446-1. Rezensiert von Katharina Reiß (TextconText 1/1997: 73–75), Stefan Ettinger (Fremdsprachen und Hochschule 52/1998: 171–177), John D. Gallagher (Translatio 1/1999: 154–158), Wiebke Sievers (Info DAF 2/3/1998: 366–368).
- Traduire La Presse. Entraînement au thème allemand. Paris: Ellipses 2002, ISBN 2-7298-0961-9.
- Discourse Markers across Languages. A contrastive study of second-level discourse markers in native and non-native text with implications for general and pedagogic lexicography. New York: Routledge 2004, ISBN 978-0-203-31526-2.
- Writing in English: a Guide for Advanced Learners. Tübingen: Narr 2011. 2. Auflage. ISBN 978-3-8252-3124-8. (mit John D. Gallagher, Mike Hannay and Lachlan Mackenzie)
- Grammatik des gesprochenen und geschriebenen Französisch. Bisher erschienen: Band 5 Präpositionen (ISBN 1-7314-4798-1; ISBN 978-1-7314-4798-2), Band 3 Adjektive.
- A Grammar of Spoken and Written French. Bisher erschienen: Volume 5 Prepositions. ISBN 1-7307-3426-X, ISBN 978-1-7307-3426-7.
- Wörterbuch Hochschule. Forschung, Lehre und Management. 3. Auflage. Bonn: Deutscher Hochschulverband 2016, ISBN 978-3-944941-02-8.
- German and English: Academic Usage and Academic Translation. London/New York: Routledge 2020, ISBN 978-0-367-61902-2.